# サウスイースト駅
サウスイースト駅（Southeast）は、ニューヨーク州パットナム郡サウスイーストにあるメトロノース鉄道の駅。

## 概要
メトロノース鉄道のハーレム線の駅である。この駅からニューヨーク州にあるグランド・セントラル駅に行ける。電化区間の最北駅である。

## 利用可能な鉄道路線／列車
メトロノース鉄道：
■ハーレム線
この駅はハーレム線の列車がとまる。電車の最終駅である。ワセイク方面に行く客はここで乗り換える（ピーク時以外）。

## 駅構造
1面2線（島式）のホームを持つ地上駅である。
| のりば | 路線        | 方向 | 行先                     | 備考                             |
| ------ | ----------- | ---- | ------------------------ | -------------------------------- |
| 1・2   | ■ハーレム線 | 上り | グランド・セントラル方面 | 電車                             |
| 1・2   | ■ハーレム線 | 下り | ワセイク駅方面           | ディーゼル機関車けん引の客車列車 |

奇数の番号の線は西に位置する。

## 隣の駅
メトロノース鉄道
■ハーレム線
ブルースター - サウスイースト - パターソン